# Mount Sampson
Der Mount Sampson ist ein 2811 m hoher Berg mit einer Schartenhöhe von 1261 m im Südwesten der kanadischen Provinz British Columbia, im Squamish-Lillooet Regional District.

## Geographie
Der Mount Sampson liegt in der Thiassi Range der Coast Mountains nördlich des Pemberton Valley; er ist der höchste Berg der Thiassi Range. Der Sampson liegt 41 km nordwestlich von Pemberton und 21,5 km südöstlich des Mount Ethelweard (2819 m), des nächsthöheren Berges. Die Abflüsse der Niederschläge vom Berg fließen in Zuflüsse des Lillooet River und des Hurley River.

## Geschichte
Der Berg wurde gemeinsam mit dem Sampson Creek benannt, der südlich des Berges fließt. Ein E. N. Sampson erwarb 1911 ein Vorkaufsrecht für Land an der Ostseite des örtlich als Sampson Creek bezeichneten Fließgewässers. Bei der ersten Aufnahme in Karten 1967 wurde der Berg als Samson Mountain verzeichnet. Die Schreibweise wurde am 29. April 1983 vom Geographical Names Board of Canada offiziell korrigiert und anerkannt, um den gleichen Namen wie das Gewässer zu verwenden. Die Erstbesteigung wurde 1935 durch Preston Tait, John Ronayne und Ronald Ronayne ausgeführt.

## Klima
In Bezug auf die Klimaklassifikation nach Köppen und Geiger herrscht am Gipfel des Mount Sampson ein subarktisches Klima. Die meisten Wetterfronten stammen vom Pazifik und bewegen sich ostwärts auf die Coast Mountains zu, wo sie durch die Berge zum  Aufsteigen (Windstau) gezwungen werden, was wiederum dazu führt, dass die enthaltene Feuchtigkeit in Form von Regen oder Schnee abgegeben wird. Im Ergebnis führt das zu hohen Niederschlägen in den Coast Mountains, insbesondere zu starken Schneefällen im Winter. Die Temperaturen können unter −20 °C fallen, unter Berücksichtigung von Windchill-Einfluss unter −30 °C. Dieses Klima nährt einen unbenannten Gletscher am Nordhang des Berges. Die Monate Juli bis September bieten die besten Wetterbedingungen für einen Aufstieg.